# Pro Evolution Soccer 2013
Pro Evolution Soccer 2013 або PES 2013 (World Soccer: Winning Eleven 2013 у Японії та Південній Кореї) — кросплатформова гра у жанрі футбольного симулятора із серії Pro Evolution Soccer від компанії Konami, є дванадцятою в даній серії ігор. Вперше в серії всі 20 клубів бразильської Серії А стали представленими у грі.

## Реліз
Демо версія гри вийшла 25 липня 2012 року, а повноцінна — 20 вересня у Австралії, 21 вересня в Європі та 25 вересня в Північній Америці. Місце на офіційній обкладинці зайняв Кріштіану Роналду з «Реала». На обкладинці японської версії зображений Сіндзі Каґава з «Манчестер Юнайтед». 

## Відгуки
| Агрегатор    | Оцінка                                          |
| ------------ | ----------------------------------------------- |
| GameRankings | PC: 72,50% PS3: 81,55% X360: 80,43% Wii: 55%    |
| Metacritic   | PC: 80/100 PS3: 82/100 X360: 82/100 Wii: 60/100 |

| Видання                            | Оцінка      |
| ---------------------------------- | ----------- |
| Eurogamer                          | 9/10        |
| Game Informer                      | 8,75/10     |
| GameRevolution                     | 3.5/5 зірок |
| GameSpot                           | 8/10        |
| GameTrailers                       | 8,5/10      |
| IGN                                | 8,5/10      |
| Joystiq                            | 4/5 зірок   |
| Official Xbox Magazine (США)       | 8/10        |
| PlayStation: The Official Magazine | 8/10        |

Pro Evolution Soccer 2013 отримав позитивні відгуки. GameRankings та Metacritic дали грі оцінку 8 з 10 для версії на PlayStation 3. The Digital Fix найвище оцінив гру, давши оцінку 10 з 10, зазначивши: «Це може зайняло багато часу, але PES зараз найкращий». Digital Spy дав оцінку 4 з 5: «Коли суддівський свисток розпочинає матч PES 2013 знищує FIFA, роблячи величезний крок у поверненні своєї корони футбольного симулятора».